# Абушабака, Элиас
Элиас Абушабака (фр. Elias Abouchabaka; род. 31 марта 2000, Берлин) — немецкий футболист марокканского происхождения, полузащитник.

## Карьера
Играл в молодёжных командах «Беролина Митте», «Герты» и «Лейпцига».

### «Лейпциг»
В июле 2018 года стал игроком основной команды «Лейпцига». На поле за основную команду так и не вышел.

### «Гройтер»
14 июля 2018 года отправился в долгосрочную аренду в «Гройтер», где был заявлен за вторую и основную команду. Дебютировал за клуб в августе 2018 года в матче Кубка Германии против дортмундской «Боруссии». Во Второй Бундеслиге сыграл в матче с берлинским «Унионом».

### «Витория»
После возвращения в «Лейпциг» в январе 2020 года перешёл в «Виторию» Гимарайнш в качестве свободного агента. В Чемпионате Португалии сыграл в июне 2020 года в матче с «Белененсеш».